# Valanga excavata
Valanga excavata är en insektsart som först beskrevs av Carl Stål 1861.  Valanga excavata ingår i släktet Valanga och familjen gräshoppor. Inga underarter finns listade i Catalogue of Life.